# Pimelodus tetramerus
Pimelodus tetramerus är en fiskart som beskrevs av Ribeiro och Lucena 2006. Pimelodus tetramerus ingår i släktet Pimelodus och familjen Pimelodidae. Inga underarter finns listade i Catalogue of Life.